# سيد شبر علوي
سيد شبر إبراهيم علوي هاشم (ولد في 11 أغسطس 1985 في المنامة، البحرين) لاعب كرة قدم دولي بحريني يجيد اللعب في مركز حارس مرمى. يلعب حاليا لصالح الخالدية الذي ينافس في الدوري البحريني الممتاز منذ 2021.

## المسيرة الرياضية

### الأندية
نشأ علوي في نادي الاتحاد. تم تصعيده لفريق الكبار في 1 يوليو 2003. في موسمه الأول 2003-2004 وفي بطولة دوري الدرجة الثانية ساهم في احتلال فريقه المركز الخامس. وفي بطولة كأس ملك البحرين خسر في مباراته الأولى في الدور الثمن النهائي من المحرق 6-0. وفي بطولة كأس الاتحاد البحريني فشل في التأهل إلى الدور النصف النهائي بعدما احتل فريقه المركز الخامس في المجموعة الأولى.
في موسمه الثاني والأخير 2004-2005 وفي بطولة دوري الدرجة الثانية ساهم في احتلال فريقه المركز الخامس. وفي بطولة كأس ملك البحرين خسر في مباراته الأولى في الدور الثمن النهائي من الحد 1-4. وفي بطولة كأس الاتحاد البحريني فشل في التأهل إلى الدور النصف النهائي بعدما احتل فريقه المركز السادس الأخير في المجموعة الثالثة.
في 1 يوليو 2005 انتقل علوي من الاتحاد إلى البسيتين في صفقة انتقال حر. في موسمه الأول 2005-2006 وفي بطولة الدوري الممتاز ساهم في احتلال فريقه المركز الثامن بفارق نقطتين عن منطقة الهبوط. وفي بطولة كأس ملك البحرين ساهم في وصول فريقه إلى الدور الربع النهائي عندما خسر من النجمة.
في موسمه الثاني 2006-2007 وفي بطولة الدوري الممتاز ساهم في احتلال فريقه المركز الرابع بفارق 20 نقطة عن البطل المحرق وبالتالي تأهل إلى بطولة كأس ولي عهد البحرين حيث خسر في الدور النصف النهائي من المحرق. وفي بطولة كأس ملك البحرين خسر مباراته الأولى في الدور الثمن النهائي من سترة. وفي بطولة كأس الاتحاد البحريني ساهم في تصدر فريقه المجموعة الثانية ليتأهل إلى الدور النصف النهائي عندما خسر من النجمة.
في موسمه الثالث 2007-2008 وفي بطولة الدوري الممتاز ساهم في احتلال فريقه المركز الثاني الوصيف بفارق 10 نقاط عن البطل المحرق، وهو يعتبر حتى ذلك التاريخ أفضل مركز حقق البسيتين في تاريخه. نتيجة لاحتلاله المركز الثاني في بطولة الدوري الممتاز تأهل إلى بطولة كأس ولي عهد البحرين حيث خسر في الدور النصف النهائي من الأهلي. وفي بطولة كأس ملك البحرين ساهم في وصول فريقه إلى الدور النصف النهائي عندما خسر من المحرق.
في موسمه الرابع 2008-2009 وفي بطولة دوري التصنيف (تم دمج أندية الدرجتين الممتازة والثانية) ساهم في احتلال فريقه المركز الخامس بفارق 8 نقاط عن صاحب المركز الرابع المؤهل إلى كأس ولي عهد البحرين. وفي بطولة كأس ملك البحرين ساهم في وصول فريقه إلى الدور الربع النهائي عندما خسر من الأهلي. وفي بطولة كأس السوبر البحريني خسر فريقه من النجمة بهدف نظيف. وفي بطولة كأس الاتحاد البحريني ساهم في تصدر فريقه المجموعة الرابعة ليتأهل إلى الدور النصف النهائي عندما خسر من النجمة. وفي أولى مشاركات البسيتين الخارجية خرج فريقه من المرحلة الأولى (الدور ال32) عندما خسر من الإسماعيلي المصري 2-7 في مجموع المباراتين.
في موسمه الخامس 2009-2010 وفي بطولة الدوري الممتاز ساهم في احتلال فريقه المركز الخامس بفارق 7 نقاط عن منطقة الهبوط. وفي بطولة كأس ملك البحرين ساهم في وصول فريقه إلى المباراة النهائية عندما خسر من الرفاع برباعية نظيفة، علما بأنه يعتبر المرة الأولى التي يتأهل فيها البسيتين إلى المباراة النهائية لبطولة كأس ملك البحرين.
قبل بداية موسمه السادس 2010-2011 أكد أمين سر نادي البسيتين نبيل عبد الرحمن بأن مشكلة علوي قد انتهت بعد اجتماعهم معه وتوصلهم إلى حل مرض أنهى الخلاف البسيط مع المسؤولين بالنادي وأن علوي باق مع الفريق وأنه سيشارك في أول حصة تدريبية مع الفريق بقيادة المدرب البحريني خليفة الزياني بمساعدة المدرب العراقي حسين شاكر والبحريني إحسان العباسي. في بطولة الدوري الممتاز ساهم في احتلال فريقه المركز السادس. وفي بطولة كأس ملك البحرين ساهم في وصول فريقه إلى المباراة النهائية للموسم الثاني على التوالي عندما خسر من المحرق.
في موسمه السابع والأخير 2011-2012 وفي بطولة الدوري الممتاز ساهم في جمع فريقه 4 نقاط في 3 مباريات.
في 1 يناير 2012 انتقل علوي من البسيتين إلى صحم العماني. في موسمه الوحيد 2011-2012 وفي بطولة دوري الدرجة الأولى ساهم في تتويج فريقه بالبطولة بعدما تصدر الترتيب برصيد 55 نقطة من 26 مباراة ليصعد إلى دوري المحترفين وبالتالي يحقق علوي أولى بطولاته الشخصية.
في 1 يوليو 2012 انتقل علوي من صحم إلى الرفاع في صفقة انتقال حر. نتيجة لذلك قرر البسيتين رفع شكوى على ثلاثة أطراف وهم اللاعب علوي وناديي الرفاع وصحم نادي البسيتين وذلك بأن علوي انتقل بنظام الكوبري لصحم على الرغم من وجود عقد يربطه بالبسيتين لمدة خمس سنوات حيث طالب البسيتين بحقه من المصروفات التي كلفته في صفقة علوي وذلك ما حصل فيه على إنصاف من الاتحاد الدولي لكرة القدم واتخذ الاتحاد الدولي لكرة القدم قراره بتغريم اللاعب والنادي العماني مبلغ 52 ألف يورو (ما يقارب 21500 دينار بحريني) وحصل البسيتين على نصف هذه الحصة في سبتمبر 2014 على الرغم من اعتراض النادي العماني على قرار الاتحاد الدولي لكرة القدم. ولكن نادي البسيتين قام بتحريك الموضوع مجددا عبر القنوات الرسمية حتى أصبح اللاعب والنادي العماني مطالبين بإيفاء المستحقات المالية المتبقية وقدرها 26 ألف يورو (ما يقارب 10700 دينار بحريني).
في موسمه الأول 2012-2013 وفي بطولة الدوري الممتاز ساهم في احتلال فريقه المركز الرابع بفارق 16 نقطة عن البطل البسيتين. وفي بطولة كأس ملك البحرين ساهم في وصول فريقه إلى المباراة النهائية عندما خسر من المحرق بركلات الترجيح. وفي بطولة كأس الاتحاد الآسيوي ساهم في احتلال فريقه المركز الثاني في المجموعة الأولى ليصعد إلى الدور الثمن النهائي حيث خسر خارج أرضه من الفيصلي الأردني.
في موسمه الثاني 2013-2014 وفي بطولة الدوري الممتاز ساهم في تتويج فريقه بالبطولة بعدما تصدر الترتيب بفارق نقطة واحدة عن وصيفه المنامة ليحقق علوي ثاني بطولاته الشخصية. وفي بطولة كأس ملك البحرين خرج من مباراته الأولى عندما خسر في الدور الثمن النهائي من الرفاع الشرقي. وفي بطولة كأس الاتحاد الآسيوي ساهم في احتلال فريقه المركز الثاني في المجموعة الرابعة ليصعد إلى الدور الثمن النهائي حيث خسر خارج أرضه من الكويت الكويتي.
في موسمه الثالث والأخير 2014-2015 وفي بطولة الدوري الممتاز ساهم في احتلال فريقه المركز الخامس بفارق 9 نقاط عن البطل المحرق. وفي بطولة كأس ملك البحرين ساهم في وصول فريقه إلى الدور النصف النهائي عندما خسر من الحد. وفي بطولة كأس السوبر البحريني ساهم في خسارة فريقه من الرفاع الشرقي بركلات الترجيح. وفي بطولة دوري أبطال آسيا خرج من الدور التمهيدي الأول بخسارته خارج أرضه من السد القطري بركلات الترجيح لينتقل للعب في بطولة كأس الاتحاد الآسيوي حيث فشل في التأهل إلى الدور الثمن النهائي بعدما احتل المركز الثالث في المجموعة الرابعة بفارق نقطتين عن صاحب المركز الثاني الكويت الكويتي. في نهاية الموسم قرر الرفاع عدم تجديد عقد علوي بسبب عدم وضوح قضيته مع نادي البسيتين لدى الاتحاد الدولي لكرة القدم.
في 7 يناير 2016 انتقل علوي من الرفاع إلى سترة في صفقة انتقال حر.
في 13 فبراير 2016 فك سترة ارتباطه بعلوي على خلفية المشكلة بين اللاعب وناديي الرفاع والبسيتين والتي وصلت إلى الاتحاد الدولي لكرة القدم. اتجه سترة لدراسة تعاقده مع علوي حيث باشر بالإجراءات الرسمية لمخاطبة الاتحاد البحريني لكرة القدم بعدما وقع النادي مع علوي على العقد حيث أوضح الاتحاد البحريني لكرة القدم أن مشكلة علوي مع البسيتين لم تنته حتى الآن وبالتالي اتجه سترة لفسخ العقد بين الطرفين.
في 30 يناير 2017 انتقل علوي من البسيتين إلى النجمة بالإعارة حتى نهاية الموسم. في موسمه الوحيد كمعار وفي بطولة الدوري الممتاز ساهم في احتلال فريقه المركز الثامن بفارق نقطة واحدة عن منطقة الهبوط. في 30 يونيو 2017 عاد علوي إلى البسيتين.
في 1 يوليو 2017 انتقل علوي من البسيتين إلى النجمة في صفقة انتقال حر. في موسمه الأول 2017-2018 وفي بطولة الدوري الممتاز ساهم في احتلال فريقه المركز الثاني الوصيف بفارق 15 نقطة عن البطل المحرق. وفي بطولة كأس ملك البحرين ساهم تتويج فريقه بالبطولة بعدما تغلب في المباراة النهائية على المحرق بركلات الترجيح ليحقق علوي ثالث بطولاته الشخصية. وفي بطولة كأس النخبة البحرينية ساهم في احتلال فريقه المركز الثاني في المجموعة الثانية ليتأهل إلى الدور النصف النهائي حيث خسر من المالكية.
في موسمه الثاني والأخير 2018-2019 وفي بطولة الدوري الممتاز ساهم في احتلال فريقه المركز الخامس بفارق 12 نقطة عن البطل الرفاع. وفي بطولة كأس ملك البحرين ساهم في وصول فريقه إلى الدور الربع النهائي عندما خسر من الحالة 2-3 في مجموع المباراتين. وفي بطولة كأس الاتحاد البحريني ساهم في تصدر فريقه المجموعة الثانية ليتأهل إلى الدور النصف النهائي حيث خسر من الرفاع الشرقي. وفي بطولة كأس السوبر البحريني خسر فريقه من المحرق بركلات الترجيح.
في فبراير 2019 انقطع علوي عن تدريبات الفريق منذ قرابة أسبوعين، وتحديدا منذ عودة بعثة المنتخب من الإمارات بعد الانتهاء من المشاركة في كأس آسيا 2019. ويأتي انقطاعه وغيابه عن التدريبات بداعي تأخر تسليم رواتبه الشهرية التي تصل إلى 7 رواتب. وتسببت هذه الأزمة في تفكير نادي النجمة بنقل الحارس للرفاع مقابل الاستفادة من حارس الرفاع عبد الله الكعبي والمدافع سعود العسم ولكن هذه الصفقة لم تتم. ودخلت القضية منحنى جديد في مسألة مطالبة علوي بمستحقاته المالية من نادي النجمة وذلك بعد أن اتجه علوي للتوقف عن الالتزام بالمشاركة في تدريبات الفريق الكروي الأول بالنادي في خطوة أولى للمطالبة بمستحقاته المالية. إلا أن رئيس لجنة القانون الرياضي بجمعية الحقوقيين البحرينية المحامي والمدرب الوطني نادر العوضي كشف أن علوي استعان باللجنة لمقاضاة نادي النجمة من أجل الحصول على مستحقاته المالية المتأخرة والمتمثلة في رواتبه الشهرية السابقة وفسخ العقد. وقال العوضي: "إن حارس المنتخب الوطني وفريق نادي النجمة الأول لكرة القدم سيد شبر علوي قد تواصل مع لجنة القانون الرياضي وأبرم توكيلاً رسمياً، والذي يخوّلني بتمثيله القانوني لمقاضاة نادي النجمة من أجل المطالبة بمستحقاته المالية والتي هي عبارة عن رواتب شهرية لـ8 شهور. وستبدأ اللجنة الإجراءات القانونية اللازمة لإنصاف اللاعب من أجل الحصول على جميع مستحقاته وفسخ العقد".
في 1 يوليو 2019 انتقل علوي من النجمة إلى الرفاع في صفقة انتقال حر. في موسمه الأول 2019-2020 وفي بطولة الدوري الممتاز ساهم في احتلال فريقه المركز الثالث بفارق 3 نقاط عن البطل الحد. وفي بطولة كأس ملك البحرين ساهم وصول فريقه إلى الدور النصف النهائي عندما خسر من الحد 1-3 في مجموع المباراتين. وفي بطولة كأس الاتحاد البحريني فشل فريقه في التأهل إلى الدور النصف النهائي بعدما احتل المركز الثاني في المجموعة الأولى بفارق الأهداف عن المتصدر الحد. وفي بطولة كأس السوبر البحريني ساهم في تتويج فريقه بالبطولة بعدما تغلب على المنامة بركلات الترجيح. وفي بطولة كأس العرب للأندية الأبطال ساهم في تصدر فريقه المجموعة الأولى في الدور التمهيدي بتحقيق ثلاث انتصارات متتالية على اتحاد طنجة المغربي وهورسيد الصومالي والزوراء العراقي ليتأهل إلى الدور 32 حيث خسر من أولمبيك آسفي المغربي 1-2 في مجموع المباراتين. في بطولة دوري أبطال آسيا خرج من الدور التمهيدي الثاني بخسارته خارج أرضه من شهر خودرو الإيراني لينتقل للعب في بطولة كأس الاتحاد الآسيوي ليتصدر المجموعة الثالثة برصيد 3 نقاط من مباراتين ليتم إلغاء البطولة بسبب انتشار جائحة كورونا.
في موسمه الثاني والأخير 2020-2021 وفي بطولة الدوري الممتاز ساهم في تتويج فريقه بالبطولة بعدما تصدر الترتيب بفارق 10 نقاط عن وصيفه الرفاع الشرقي ليحقق علوي خامس بطولاته الشخصية. وفي بطولة كأس ملك البحرين ساهم في تتويج فريقه بالبطولة بعدما تغلب في المباراة النهائية على الأهلي ليحقق علوي سادس بطولاته الشخصية.
في 1 يوليو 2021 انتقل علوي من الرفاع إلى الخالدية في صفقة انتقال حر. في موسمه الأول 2021-2022 وفي بطولة الدوري الممتاز ساهم في احتلال فريقه المركز الثالث بفارق 12 نقطة عن البطل الرفاع. وفي بطولة كأس ملك البحرين ساهم في تتويج فريقه بالبطولة بعدما تغلب في المباراة النهائية على الرفاع الشرقي بركلات الترجيح ليحقق علوي سابع بطولاته الشخصية. وقال علوي: "كنت واثق من التصدي للركلات الترجيحية. إن اللقب يعتبر من البطولات الغالية على قلبي خصوصا مع الدعم اللا محدود الذي تقدمه إدارة النادي وإن عين فريقي كانت منذ البداية على تحقيق اللقب وهو ما تحقق في نهاية المطاف. إن المباراة لم تكن بالسهولة التي يتصورها البعض في ظل ما قدمه الرفاع الشرقي من مستوى فني متميز وأنه نجح بالفعل في إقصاء حامل اللقب الرفاع بنجومه ولاعبيه وهو ما جعل الضغوط تزداد على فريقي الخالدية وأقدم تهنئتي لرئيس وأعضاء مجلس الإدارة وللجهازين الإداري والفني وزملائي اللاعبين على هذا اللقب الغالي". وفي بطولة كأس الاتحاد البحريني فشل فريقه في التأهل إلى الدور النصف النهائي.
في موسمه الثاني 2022-2023 وفي بطولة الدوري الممتاز ساهم في تتويج فريقه بالبطولة بعدما تصدر الترتيب بفارق نقطة واحدة عن وصيفه المنامة ليحقق علوي ثامن بطولاته الشخصية. وفي بطولة كأس ملك البحرين خرج فريقه من مباراته الأولى عندما خسر في الدور الثمن النهائي من سترة بركلات الترجيح. وفي بطولة كأس السوبر البحريني ساهم في تتويج فريقه بالبطولة بعدما تغلب على الرفاع بهدفين نظيفين ليحقق علوي تاسع بطولاته الشخصية.

### المنتخبات
قرر المدرب التشيكي ميلان ماتشالا استدعاء علوي للمشاركة في أول مباراة دولية له مع منتخب البحرين في 23 مارس 2009 وكانت أمام زيمبابوي في مباراة ودية والتي انتهت بنتيجة 5-2 لصالح البحرين. 
وبعد انقطاع 8 سنوات عن المشاركة الدولية قرر المدرب التشيكي الآخر ميروسلاف سوكوب استدعاء علوي للمشاركة وديا أمام هونغ كونغ التي انتهت بفوز البحرين بهدفين نظيفين ثم المشاركة في أول مباراة رسمية وذلك ضمن تصفيات كأس آسيا 2019 وكانت أمام سنغافورة وانتهت المباراة بفوز البحرين 3-0 ثم أمام تركمانستان وانتهت المباراة بفوز البحرين 4-0 وبالتالي تصدر البحرين المجموعة الخامسة وتأهله إلى نهائيات البطولة.
شارك علوي أساسيا في بطولة كأس الخليج العربي 23 في الكويت حيث ساهم في احتلال البحرين المركز الثاني في المجموعة الثانية بعدما تعادل مع العراق وقطر 1-1 وتغلب على اليمن 1-0 ليتأهل إلى الدور النصف النهائي حيث خسر من عمان بهدف نظيف الذي توج لاحقا بالبطولة.
قرر سوكوب استدعاء علوي للتشكيلة المشاركة في بطولة كأس آسيا 2019 في الإمارات والاعتماد عليه أساسيا في جميع المباريات. كان البحرين المصنف 21 من أصل 24 منتخب مشارك في البطولة. في المجموعة الأولى ساهم علوي في احتلال البحرين المركز الثالث بعدما تغلب على الهند 1-0 وتعادل مع الإمارات المستضيف 1-1 وخسر من تايلند 0-1 ليتأهل إلى الدور الثمن النهائي حيث خسر من كوريا الجنوبية 1-2 في الوقت الإضافي.
بعد تغيير المدير الفني لمنتخب البحرين والتعاقد مع البرتغالي هيليو سوزا قرر الأخير استدعاء علوي للمشاركة في بطولة اتحاد غرب آسيا في العراق ونتيجة لسياسة تدوير مشاركة اللاعبين فإن علوي لعب مباراة واحدة وكانت أمام السعودية وانتهت بالتعادل السلبي بدون أهداف ليساهم في تصدر البحرين المجموعة الثانية ليتأهل إلى المباراة النهائية ليحقق علوي أولى بطولاته الدولية بعدما تغلب البحرين على العراق المستضيف بهدف نظيف.
وبعد 3 أشهر من البطولة السابقة قرر سوزا المواصلة في استدعاء علوي وهذه المرة للمشاركة في بطولة كأس الخليج العربي 24 في قطر واستمر سوزا في سياسة تدوير مشاركة اللاعبين حيث لعب علوي المباراة الافتتاحية أمام حامل اللقب عمان وانتهت بالتعادل السلبي بدون أهداف لينطلق بعدها البحرين ليحقق المركز الثاني في المجموعة الثانية بعد خسارته من السعودية 0-2 وفوزه على الكويت 4-2 وذلك بفارق الأهداف عن عمان ليواجه العراق في الدور النصف النهائي فيقرر سوزا إشراك علوي أساسيا ليقود البحرين للفوز بركلات الترجيح والتأهل إلى المباراة النهائية حيث تغلب على السعودية بهدف نظيف ليحقق علوي ثاني بطولاته الدولية.
في 27 يناير 2022 شارك علوي في آخر مباراة دولية له مع البحرين وكانت أمام أوغندا وديا وانتهت بفوز البحرين 3-1.

## الإنجازات والألقاب
- صحم
  - دوري الدرجة الأولى (1): 2011-2012
- الرفاع
  - الدوري الممتاز (2): 2013-2014، 2020-2021
  - كأس ملك البحرين (1): 2020-2021
  - كأس السوبر البحريني (1): 2019
- النجمة
  - كأس ملك البحرين (1): 2017-2018
- الخالدية
  - الدوري البحريني الممتاز (1): 2022-2023
  - كأس ملك البحرين (1): 2021-2022
  - كأس السوبر البحريني (1): 2022
- منتخب البحرين
  - بطولة اتحاد غرب آسيا (1): 2019
  - كأس الخليج العربي (1): 2019
- أفضل حارس مرمى في الدوري البحريني الممتاز (1): 2021-2022[20]

## روابط خارجية
- سيد شبر علوي على موقع إي إس بي إن إف سي (الإنجليزية)
- سيد شبر علوي على موقع قاعدة بيانات كرة القدم.إي يو (الإنجليزية)
- سيد شبر علوي على موقع ناشيونال فوتبول تيمز (الإنجليزية)
- سيد شبر علوي على موقع Soccerway.com (الإنجليزية)
- سيد شبر علوي على موقع عالم كرة القدم.نت (الإنجليزية)

سيد شبر علوي في موقع National-Football-Teams.com